# Centromerus levitarsis
Centromerus levitarsis là một loài nhện trong họ Linyphiidae.
Loài này thuộc chi Centromerus. Centromerus levitarsis được Eugène Simon miêu tả năm 1884.